# Ministerrat der DVRK
Der Ministerrat der Demokratischen Volksrepublik Korea nimmt laut Verfassung die Funktion der Regierung des Landes ein.
Geleitet wird er durch den Vorsitzenden des Ministerrats. Dies ist seit dem 29. Dezember 2024 Pak Thae-song (PdAK). Der Vorsitzende des Ministerrats wird durch die Oberste Volksversammlung (Parlament) gewählt und ernennt die Minister.
Faktisch werden alle zentralen Fragen des Landes vom Komitee für Staatsangelegenheiten der DVRK entschieden, deren Vorsitzender (Kim Jong-un) seit dem Inkrafttreten der Sŏn’gun-Politik der höchste Mann im Staat ist. Der Verteidigungsminister ist nicht Teil des Ministerrates, sondern direkt dem Komitee unterstellt.